# Lumpy Gravy
Lumpy Gravy – pierwszy album solowy Franka Zappy wydany w 1968 roku.

## Lista utworów
Wszystkie utwory napisał Frank Zappa.
| 1. | "Lumpy Gravy, Part One" | 15:49 |
|    | a. "The Way I See It, Barry" b. "Duodenum" c. "Oh No" d. "Bit of Nostalgia" e. "It's from Kansas" f. "Bored Out 90 Over" g. "Almost Chinese" h. "Switching Girls" i. "Oh No Again" j. "At the Gas Station" k. "Another Pickup" l. "I Don't Know If I Can Go Through This Again" |       |
| 2. | "Lumpy Gravy, Part Two" | 15:55 |
|    | a. "Very Distraughtening" b. "White Ugliness" c. "Amen" d. "Just One More Time" e. "A Vicious Circle" f. "King Kong" g. "Drums Are Too Noisy" h. "Kangaroos" i. "Envelops the Bath Tub" j. "Take Your Clothes Off"                                                              |       |
|    | | 31:44 |
|    | |       |

## Wykonawcy
- Frank Zappa – gitara, instrumenty klawiszowe, wokal
- John Balkin – gitara basowa
- Dick Barber – wokal
- Arnold Belnick – smyczki
- Harold Bemko – smyczki
- Chuck Berghofer – gitara basowa
- Jimmy Carl Black – perkusja
- Jimmy Bond – gitara basowa
- Dennis Budimir – gitara
- Frank Capp – perkusja
- Donald Christlieb – dęte instrumenry drewniane
- Gene Cipriano – dęte instrumenty drewniane
- Vincent DeRosa – francuski róg
- Joseph DiFiore – smyczki
- Jesse Ehrlich – smyczki
- Alan Estes – perkusja
- Gene Estes – perkusja
- Louis "Louie the Turkey" Cuneo, chór
- Roy Estrada – gitara basowa, chór
- Larry Fanoga – wokal, chór
- Victor Feldman – instrumenty perkusyjne, perkusja
- Bunk Gardner – dęte instrumenty drewniane
- James Getzoff – smyczki
- Gilly – chór
- Philip Goldberg – smyczki
- John Guerin – perkusja
- Jimmy "Senyah" Haynes – gitara
- Harry Hyams – smyczki
- J.K. – chór
- Jules Jacob – dęte instrtumenty drewniane
- Pete Jolly – pianino, czelesta, klawikord
- Ray Kelly – smyczki
- Jerome Kessler – smyczki
- Alexander Koltun – smyczki
- Bernard Kundell – smyczki
- William Kurasch – smyczki
- Michael Lang – pianino, czelesta, klawikord
- Arthur Maebe – francuski róg
- Leonard Malarsky – smyczki
- Shelly Manne – perkusja
- Lincoln Mayorga – pianino, czelesta, hklawikord
- Euclid James "Motorhead" Sherwood – chór
- Ted Nash – dęte instrumenty drewniane
- Richard Parissi – francuski róg
- Don Preston – gitara basowa, instrumenry klawiszowe
- Pumpkin – chór
- Jerome Reisler – smyczki
- Emil Richards – instrumenry perkusyjne
- Tony Rizzi – gitara
- Ronnie – chór
- John Rotella – instrumenty perkusyjne, dęte instrumenty drewniane
- Joseph Saxon – smyczki
- Ralph Schaeffer – smyczki
- Leonard Selic – smyczki
- Kenny Shroyer – puzon
- Paul Smith – pianino, czelesta, klawikord
- Tommy Tedesco – gitara
- Al Viola – gitara
- Bob West – gitara basowa
- Tibor Zelig – smyczki
- Jimmy Zito – trąbka

## Listy przebojów

### Album
| Rok  | Lista                    | Pozycja |
| ---- | ------------------------ | ------- |
| 1968 | Billboard. Albumy popowe | 159     |